# Lena (single)
Lena is een Engelstalige single van de Belgische band 2 Belgen uit 1985.
De  B-kant van de single was het liedje Dancing Thoughts (step version).
Het nummer verscheen op het album Trop Petit uit 1985.

## Meewerkende artiesten
- Producers
  - Rembert De Smet
  - Walter Clissen
- Muzikanten
  - Koen Brando (keyboards)
  - Koen Brandt (synthesizer)
  - Herman Celis (drums, achtergrondzang)
  - Rembert De Smet (percussie, synthesizer, zang)
  - Alan Gevaert (basgitaar)
  - Uli Kraemer (drums)
  - Jean-Lou Nowé (gitaar)
  - Pat Riské (percussie)